# Počítač pro každého
Počítač pro každého – dawne czeskie czasopismo poświęcone tematyce komputerowej. Pierwszy jego numer został wydany w 1998 roku. Magazyn wychodził jako dwutygodnik.
W 2010 roku nakład czasopisma wyniósł 14 490 egzemplarzy.
Wydawcą czasopisma była firma Burda International CZ s.r.o.
Magazyn przestał się ukazywać z lipcem 2020 roku. Jako jeden z powodów podano pandemię koronawirusa.